# Ilo (figlio di Dardano)
Ilo  (in greco antico: Ἶλος?, Ílos) è un personaggio della mitologia greca. Fu un re di Dardania.

## Genealogia
Figlio di Dardano e di Batea o di Olizone (figlia di Fineo).
Non sono noti nomi di spose o progenie.

## Mitologia
Ereditò il trono dal padre ed essendo senza figli, dopo la sua morte gli succedette sul trono il fratello Erittonio.
Il sepolcro di Ilo ha un ruolo importante nel carme Dei Sepolcri di Ugo Foscolo come esempio del valore eterno degli eroi antichi grazie alla scrittura.
Questo personaggio è omonimo di un altro Ilo il quale è nipote di Erittonio ed anche colui che ritrovò il Palladio.